# Condrieu (wijn)

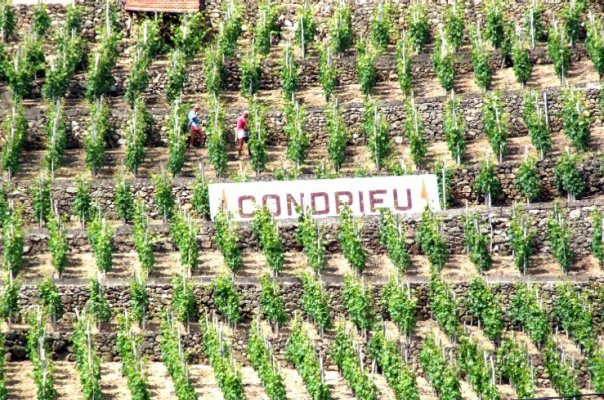
Wijngaard

Condrieu is een Franse witte wijn uit de Noordelijke Rhône. 

## Kwaliteitsaanduiding
Condrieu heeft sinds 1940 een AOP-status. Het is de meest noordelijke AOP voor witte wijn in de Rhône. 

## Gebied
Condrieu ligt aan de rechteroever van de Rhône, 40 km ten zuiden van Lyon en 10 km van Vienne. 
Het ligt in 3 departementen verdeeld over zeven gemeenten: 
- Rhône: Condrieu
- Loire: Saint-Michel-sur-Rhône, Vérin, Chavanay, Saint-Pierre-de-Bœuf, Malleval
- Ardèche: Limony

## Terroir
- Bodem: graniet en "arzelle": een mengsel van granietsplit, mica, leisteen en klei
- Klimaat: Continentaal klimaat met lichte mediterrane invloeden. Temperaturen zijn echter zeer hoog in de zomer als gevolg van de regio blootstelling aan de zon en de rotsachtige bodems die warmte opslaan.

## Toegestane druivenrassen
100% Viognier

## Kenmerken
- Kleur is licht met een groenzweem.
- Aroma van fruit zoals perzik en abrikoos en bloemen zoals viooltjes. Een rijpere wijn kan ook aroma's krijgen van specerijen en tabak. Een goede Condrieu kan goed ouderen van 10 tot 18 jaar. Echter, voor de meeste Condrieu's geldt consumptie binnen 5 to 8 jaar naar het oogstjaar.

## Opbrengst en productie
- Areaal is 164 ha.
- Opbrengst is gemiddeld 38 hl/ha.
- Productie bedraagt 6.205 hl waarvan 26% geëxporteerd wordt.

## Bron
- Rhône wines